# 西村醇子
西村 醇子（にしむら じゅんこ、1952年 - ）は、日本の英米児童文学研究者、翻訳家。
青山学院大学大学院文学研究科博士後期課程退学。東京都生まれ。
白百合女子大学ほか非常勤講師。 日本イギリス児童文学会理事。

## 共著
- 『子どもの本と〈食〉物語の新しい食べ方』（川端有子共著、玉川大学出版部） 2007年

## 翻訳
- 『ひとりぼっちの不時着』（ゲアリ・ポールセン（en:Gary Paulsen）、くもん出版、くもんの海外児童文学シリーズ） 1994年

### アンドルー・ラング
- 『アンドルー・ラング世界童話集 第1巻 (あおいろの童話集)』（アンドルー・ラング（en:Andrew Lang）、東京創元社） 2008年
- 『アンドルー・ラング世界童話集 第2巻 (あかいろの童話集)』（アンドルー・ラング、東京創元社） 2008年
- 『アンドルー・ラング世界童話集 第3巻 (みどりいろの童話集)』（アンドルー・ラング、東京創元社） 2008年
- 『アンドルー・ラング世界童話集 第4巻 (きいろの童話集)』（アンドルー・ラング、東京創元社） 2008年

### 「ハウルの動く城」
- 『魔法使いハウルと火の悪魔(ハウルの動く城)』（ダイアナ・ウィン・ジョーンズ、徳間書店） 1997年
- 『アブダラと空飛ぶ絨毯(ハウルの動く城) 』（ダイアナ・ウィン・ジョーンズ、徳間書店） 1997年